# آزازل
 آزازِل یا اَزازل (عزازیل) (به ژاپنی: アザゼル Azazeru) شخصیتی در سری بازی تکن است و برای اولین بار در تکن ۶ معرفی شد. عنوان دشمن اصلی و رئیس این بازی را دارد. آزازل دارای مرحله‌ای به نام اتاق آزازل، یک اتاق رسمی در تکن ۶ است. آزازل، بزرگترین شخصیت در تاریخ تکن است که به معنی بیش از حریف خود قوی است. آزازل احتمالاً بهترین و قویترین کاراکتر تاریخ تکن است.
آزازل غول آخر تکن ۶ است و نمی‌توان آن را انتخاب کرد.

## حرکت‌های آزازل
آزازل فقط قابل پخش در هنگام استفاده از دستگاه تقلب در نسخه PSP بازی است. تغییرات آزازل به رنگ قرمز و نارنجی، این معنی را می‌دهد که سلامتی بدن او کم است. به نظر می‌رسد آزازل توانایی احضار یخ را از زمین، برای حمله به حریف دارد.